# Adolf Friedrich von Schack

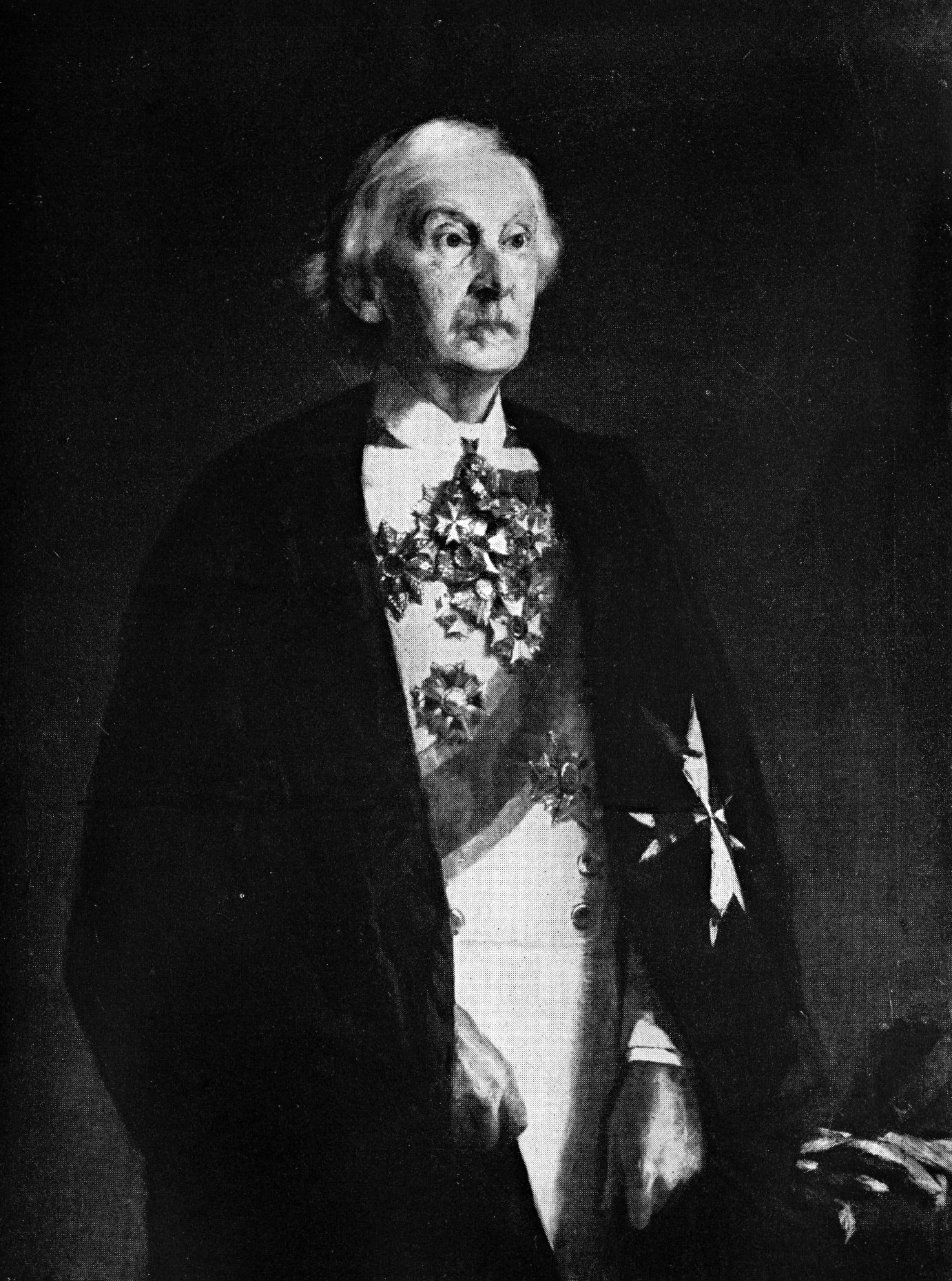
Adolf Friedrich von Schack, vestido como caballero de la noble y protestante Orden de San Juan.

Adolf Friedrich von Schack (Brüsewitz, cerca de Schwerin, 2 de agosto de 1815 - Roma, 14 de abril de 1894) fue un escritor, erudito, arabista, mecenas e hispanista alemán. Fue conde de Schack (título con el que es conocido) a partir de 1876. En España también fue publicado y conocido como Adolfo Federico, conde de Schack.

## Biografía
Entre 1834 y 1838 estudió jurisprudencia en Bonn, Heidelberg y Berlín. Terminados sus estudios, entró al servicio del estado alemán de Mecklemburgo y del Tribunal de cámara en Berlín. Hizo viajes por motivo de su trabajo a Italia, Egipto y España, y fue atraído a la corte del Duque de Oldemburgo, al que acompañó a un viaje al este. A su retorno entró al servicio de Oldemburgo y en 1849 fue enviado a Berlín. Estudió el teatro de Shakespeare y la literatura sánscrita; tradujo al alemán los poemas de Firdusi; hizo un viaje a España en 1852 para estudiar los restos de la civilización árabe y desde entonces se transformó en un hispanista fervoroso. En 1855 se estableció en Múnich, donde se hizo miembro de la Academia de Artes y Ciencias y reunió una impresionante colección de pinturas, que incluía obras maestras de Bonaventura Genelli, Anselm Feuerbach, Moritz von Schwind, Arnold Böcklin, Franz von Lenbach, etcétera.
Escribió Poesie und Kunst der Araber in Spanien und Sizilien (1865), obra que Juan Valera tradujo al español en 1881 con el título Poesía y arte de los árabes en España y Sicilia. Su libro más importante en relación con la literatura española fue Geschichte der dramatischen Literatur und Kunst in Spanien (1845-1846; 2.ª ed. Fráncfort, 1854). Entre sus traducciones figuran Spanisches Theater (1845) y un Romancero español y portugués (1860).

## Obras
- Gesammelte Werke, publicada en seis volúmenes (1883)

### Poesía
- Gedichte (1867, 6.ª ed., 1888).

### Novelas en verso
- Durch alle Wetter (1870, 3.ª ed., 1875) y Ebenbürtig (1876).

### Piezas dramáticas
- Helidor (1878).
- Die Pisaner (1872) y Walpurga und der Johanniter (1887).
- Der Kaiserbote y Cancan (1873).

### Estudios
- Geschichte der dramatischen Literatur und Kunst in Spanien (3 vols. 1845-1846, 2.ª ed. 1854),
- Poesie und Kunst der Araber in Spanien und Sizilien (1865, 2.ª ed. 1877); hay edición moderna al español (Madrid: Hiperión, 1988) y en línea de la traducción de Juan Valera.

### Traducciones
- Spanisches Theater (1845)
- Heldensagen des Firdusi (1851)
- Stimmen vom Ganges (1857, 2.ª ed. 1877).